# Kameradschaft der Exekutive Österreichs
Die Kameradschaft der Exekutive Österreichs (KdEÖ) wurde 1948 als Teilorganisation des „Österreichischen Arbeitnehmerinnen und Arbeitnehmer-Bundes“ (ÖAAB) gegründet. Sie ist eine demokratische, auf freiwilliger Mitgliedschaft beruhende Berufsvereinigung für die Exekutive.

## Aufgabe und Ziel
Aufgabe und Ziel dieser Organisation ist es, die beruflichen, sozialen, kulturellen und gesundheitlichen Interessen ihrer Mitglieder zu wahren und zu fördern und sie vor politischer Benachteiligung zu schützen.

## Organisation
Die Organisation umfasst alle Österreichischen Exekutivorganisationen: Bundespolizei, Stadtpolizei, Justizwache, Sicherheitsverwaltung. Die KdEÖ ist, von den Vertretungen auf Dienststellenebene, über Bezirks- und Landesgruppen, bis zu den Fachgruppen auf Bundesebene und der Dachorganisation „Zentralausschuss der Kameradschaft der Exekutive Österreichs“, durchgehend organisiert.

## Geschichte
Die Einführung reichsdeutscher Rechtsvorschriften nach dem Anschluss an das deutsche Reich 1938 hatte das Konto der österreichischen Sicherheitsorgane stark belastet. Dadurch schloss die Exekutive beim Niedergang Hitler-Deutschlands mit einem riesigen Fehlbetrag an Vertrauen und Ansehen ab. Aber die neue Polizei nach 1945 war nicht neutral, sondern von fanatischen Kommunisten durchsetzt, die nun ebenfalls ihr politisches Spiel trieben. Als Franz Honner das Bundesministerium für Inneres übernahm, fiel auch die Leitung des gesamten Sicherheitsapparates in seine Hände. Als "farbechter" Kommunist sah er in der Polizei in erster Linie eine Exekutive der Besatzungsmacht und der Kommunistischen Partei.

### Ringen um die Exekutive
Im Wahlkampf zum Urnengang im November 1945 spielte das Ringen um die Exekutive eine bedeutende Rolle. "Wenn Ihr wollt", lautete ein kommunistischer Wahlslogan, "dass unsere Exekutive restlos gesäubert wird und gesäubert bleibt von allen Reaktionären und Faschisten, dann wählt die Kommunistische Partei, die diese Säuberung nach Kräften durchgeführt hat und die darüber wachen wird, dass nie die Polizei in die Hände der Reaktion kommt!"
Der Ausgang der Nationalratswahlen 1945 brachte den Kommunisten mit nur 5,5 % der Stimmen eine schwere Niederlage ein. So verloren sie unter anderem auch das Innenministerium. Ab nun führte das Duo Oskar Helmer – Ferdinand Graf als Honner-Nachfolger einen zähen, systematischen Kampf gegen die kommunistische Unterwanderung der Exekutive. Moskaus Vertreter leisteten jedoch den kommunistischen Mitgliedern der Sicherheitsorgane auf Schritt und Tritt Rückendeckung. Die Kommunisten zettelten immer wieder Unruhen an, wobei Polizei und Gendarmerie jeweils in blutige Handgemenge verwickelt wurden.

### Die Gründung der KdEÖ
Daraufhin regten Vertreter der Gewerkschaft an, aus den Reihen der Exekutive ein Sammelbecken gegen weitere kommunistische Umtriebe zu schaffen. Der Vorschlag fiel auf fruchtbaren Boden. Am 1. Juni 1948 wurde die "Kameradschaft der Exekutive Österreichs" gegründet. Mit dem Wort "Kameradschaft" wollte man sinnfällig zum Ausdruck bringen, dass dieser Zusammenschluss weit mehr als die Gründung einer politischen Institution sei; die Benennung sollte vielmehr ein menschliches Zusammengehörigkeitsgefühl aussprechen, wie es wohl kaum in einem anderen Berufszweig anzutreffen sein würde.

### Sprachrohr
Nach seiner Gründung wurde die KdEÖ rasch eine österreichweite Bewegung. Dazu hat wesentlich das Sprachrohr, die Fachzeitung "Die Kameradschaft", beigetragen. Bereits in seiner ersten Nummer vom 12. November 1948 verfocht das damals kleinformatige Nachrichtenblatt den Grundsatz: "In allen Deinen dienstlichen Handlungen hast Du nur Österreich, seinen Gesetzen und seiner Regierung und sonst niemandem zu dienen. In Deiner Freizeit jedoch sollst Du mitbestimmen, wie unser Land, wie unsere Zweite Republik politisch, wirtschaftlich und sozial gebaut und geformt werden soll!"  Dieses Magazin ist auch heute noch unter dem Titel „Die Exekutive“ das offizielle Organ der KdEÖ.